# Дъгова пъстърва
Дъговата пъстърва (Oncorhynchus mykiss) е най-масово отглежданият вид сред студенолюбивите риби. Отличава се с малко кости и вкусно месо, поради което е високо ценена и търсена като деликатесен продукт.

## Разпространение
Нейната родина е западната част на Северна Америка – крайбрежието на Калифорния. През втората половина на 19 век е аклиматизирана и в източната част на Северна Америка. През 1882 година е пренесена в Англия, а от там в Шотландия, Франция, Германия и Русия. В България е внесена през 1924 година от Германия.

## Описание
Световният рекорд за дъгова пъстърва е 21,77 кг и е поставен през 2009 година в езерото Дифенбейкър, провинция Саскачеван, Канада.